# 서울특별시교육청학생교육원
서울특별시교육청학생교육원(Seoul Student Education Center)은 학생의 복지 및 수련교육지원을 위해 목적으로 만들어진 서울특별시교육청 산하기관이다.

## 조직
- 원장

| - 총무부 - 행정지원과 - 재정지원과 - 운영지원과 | - 교육운영기획부 - 축령산교육장 | - 대천임해교육원 - 가평영어교육원 - 대성리교육원 - 퇴촌야영교육원 |